# William Pinkney

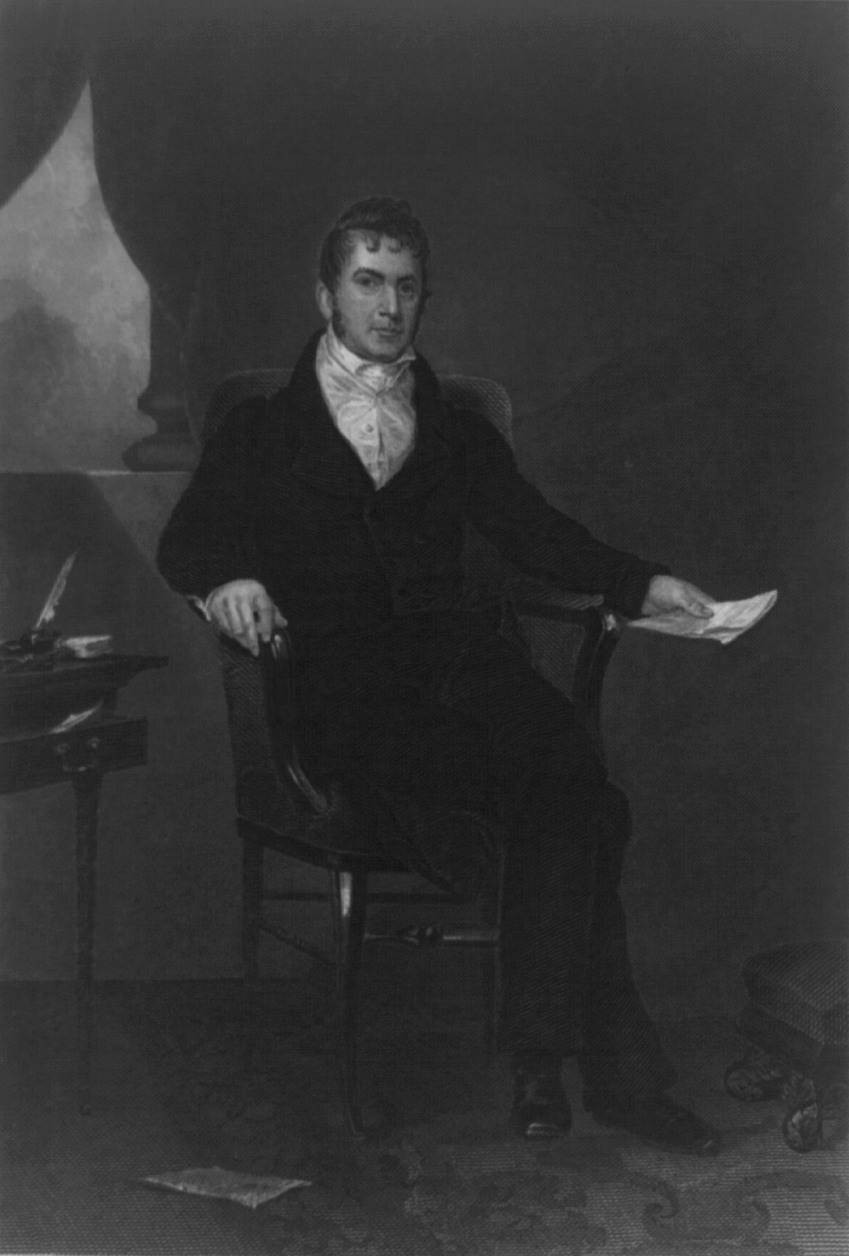
William Pinkney

William Pinkney, född 17 mars 1764 i Annapolis, Maryland, död 25 februari 1822 i Washington, D.C., var en amerikansk politiker och USA:s åttonde justitieminister.
Pinkney studerade både medicin och juridik. Som läkare arbetade han inte, men däremot nog som jurist. Han var ledamot av USA:s representanthus 1791 och 1815-1816. Han var borgmästare i Annapolis 1795-1800.
USA:s justitieminister var han under president James Madison 1811-1814. Han deltog i 1812 års krig som major och sårades i slaget vid Bladensburg i augusti 1814. Pinkney var ledamot av USA:s senat från Maryland från 1819 till sin död 1822. Han begravdes på kongressens begravningsplats Congressional Cemetery i Washington D.C.